# Glándula de Harder
En zoología, la glándula de Harder, también llamada glándula harderiana, es una glándula que se localiza en la porción posterior de la órbita en los animales tetrápodos que cuentan con membrana nictitante (tercer párpado), no existe en la especie humana ni en la mayoría de los primates. Posee diferentes funciones que son variables según la especie, entre ellas la síntesis y liberación de feromonas, lubricación ocular y participación en la respuesta inmunitaria en aves.

## Sinonimia
Glándula de Harder, glándula harderiana, glándula del tercer párpado, glándula de la membrana nictitante, glándula palpebrae tertiae profunda. En algunos textos se cita la glándula de Harder indistintamente como sinónimo de la glandula palpebrae tertiae superficialis y la glandula palpebrae tertiae profunda, sin embargo en realidad solo se considera glándula de Harder a la palpebrae tertiae profunda.

## Historia
La primera descripción de esta glándula fue realiza en 1694 por el anatomista suizo Johann Jacob Harder (1656–1711) que publicó sus hallazgos en el artículo titulado: Glandula nova lachrymalis una cum ductu excretorio in cervis et damis.

## Patología

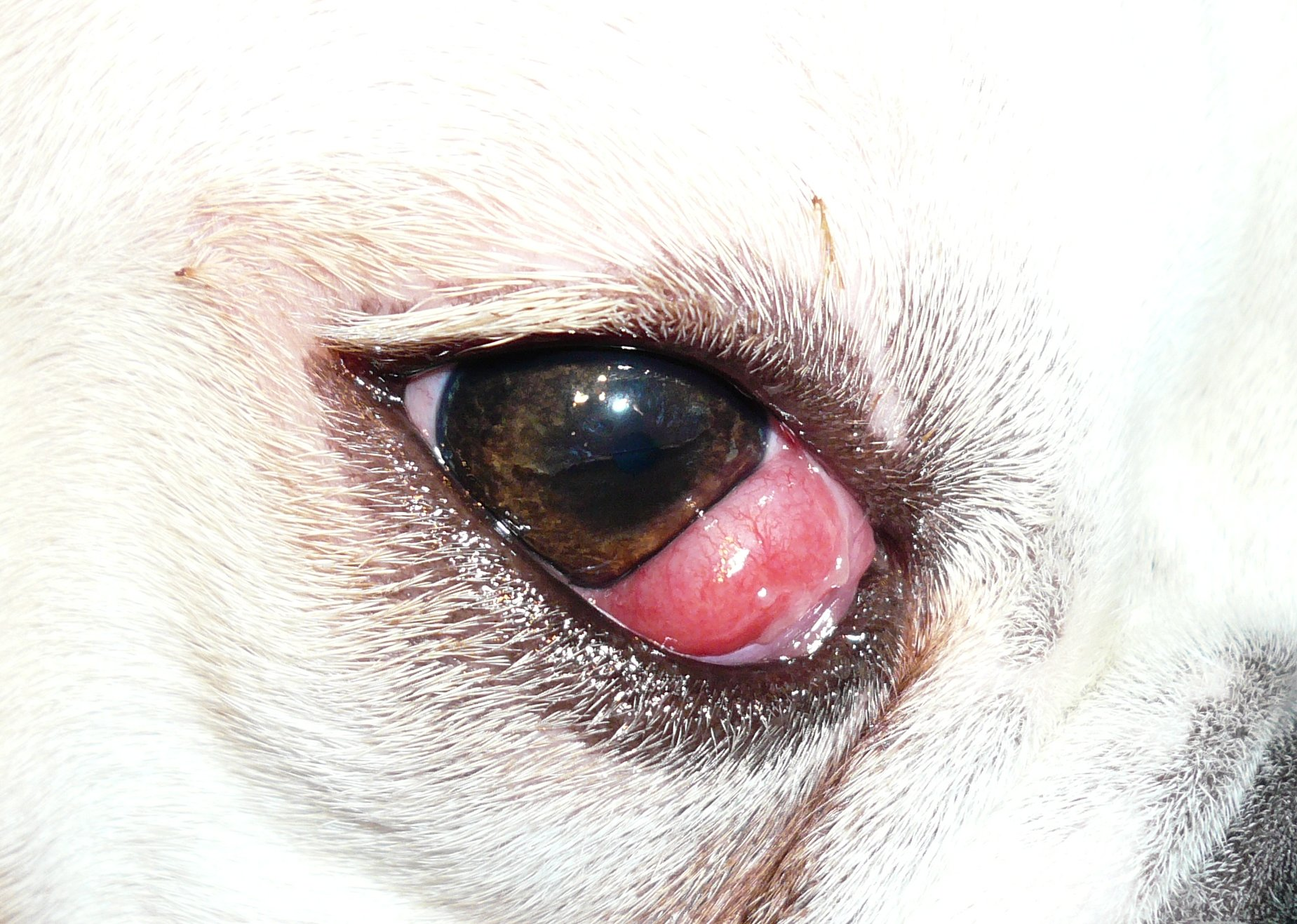
Prolapso de la glándula palpebrae tertiae superficialis en un perro.

En los perros, es común una afección del ojo conocida como ojo cereza, que consiste en el prolapso de la glándula palpebrae tertiae superficialis citada en algunos textos como sinónimo de glándula de Harder, aunque en realidad esta es la palpebrae tertiae profunda.